# Workaholisme
La personne touchée par la dépendance au travail ou ergomanie - mieux connu sous l'anglicisme workaholisme - se caractérise principalement par un effort de travail compulsif supérieur à la moyenne, une recherche excessive et dysfonctionnelle de la perfection et une pulsion à persévérer dans l’excès de travail, ce qui conduit progressivement à une réelle dépendance. 
La dépendance au travail tend à se manifester davantage chez des personnes occupant des postes de responsabilité ou exerçant une activité indépendante. L'estime de soi et la confiance en soi sont dans une large mesure liées au besoin d'atteindre un haut niveau de performances professionnelles. Comme pour toute forme de dépendance, la « dose » doit généralement être augmentée de plus en plus à mesure que la relation s’installe dans la durée. Les cols bleus et les cols blancs ayant un contrat de travail fixe (salaire et heures de travail réguliers et cadrés) sont moins susceptibles d'être affectés.
Le workaholisme comporte une composante comportementale (de longues heures consacrées au travail) et une composante psychologique (travailler compulsivement, être incapable de se détacher de son travail). Des caractéristiques de l’environnement de travail favorisent son apparition, notamment un climat organisationnel privilégiant la compétition et les heures supplémentaires. On constate en outre que les nouvelles technologies, offrant la possibilité d’être connecté à son travail en permanence (exemple du télétravail), augmentent le risque de développement de cette addiction.
Dans le langage courant, le terme « workaholisme » est aussi utilisé pour désigner des personnes qui travaillent beaucoup mais qui sont encore loin de présenter des traits typiques des addictions. Les « vrais » workaholiques devraient être considérés comme malades et être traités (par des professionnels ou des groupes d'entraide) le plus tôt possible afin d'éviter notamment un épuisement professionnel.

## Terminologie

### Origine du mot anglais
Le mot workaholic est un mot-valise construit à partir des mots work (travail) et alcoholic (alcoolique). Il a été trouvé pour la première fois en 1968 dans l'article On Being a Workaholic (A serious Jest) du journal Pastoral Psychology. Il est ensuite popularisé en 1971 par le psychologue Wayne Oates (en) dans son livre autobiographique, devenu best-seller aux États-Unis : Confessions of a Workaholic. Le terme est ainsi entré dans le langage courant, défini très sommairement comme « une compulsion ou un besoin constant de travailler ». 
Le terme s'est répandu dans les années 1990 comme résultat d'une vague populaire du mouvement « Self-help » spécialisé dans les addictions. Le terme en tant que qualificatif d'un problème de santé s'est stabilisé dans les années 2000, notamment lorsque Schaufeli (en) l’a distingué d’un intérêt sain pour le travail. Dans les publications scientifiques récente, deux composantes du rapport au travail sont jugée nécessaire pour que le terme s’applique : la tendance à travailler excessivement (i.e., travail excessif) et le fait d’être obsédé par son travail (i.e., travail compulsif).

### Terminologie en langue française
L'Office québécois de la langue française privilégie l'emploi des termes dépendant(e) au travail, ergomane et bourreau de travail comme équivalents de l'anglais workaholic, et de dépendance au travail et ergomanie pour workaholism.
Les francophones européens parlent de workaholisme, de dépendance au travail ou encore d'addiction au travail.

## Diagnostic différentiel avec l'engagement (sain) au travail
L'engagement au travail et le workaholisme sont deux formes d'implication intense dans le travail, liées probablement à une tentative d'obtenir des effets stimulants (par exemple, un sentiment de vie intense, ou la perte de la notion du temps) en se consacrant à son activité professionnelle,,. C'est en 2006 que Schaufeli et ses collègues proposent de parler d’engagement pour éviter de dire qu'il y aurait des « bonnes » et des « mauvaises » formes de workaholisme. Dans leur étude, ils démontrent que ces deux concepts correspondent bien à des réalités distinctes du fait qu'ils sont reliés différemment à la santé et aux performances des travailleurs. Le workaholisme est associé à des émotions négatives au travail conduisant à des conflits travail-famille, tandis que l’engagement au travail entraîne des émotions positives et un enrichissement du travail vers la famille et de la famille vers le travail.
Le diagnostic différentiel implique dès lors de pouvoir distinguer une personne qui travaille intensément mais qui trouve plaisir dans l'exercice de son activité, et réussit néanmoins à profiter de ses loisirs et garde une excellente qualité de vie, d’une personne dépendante du travail, prisonnière d'un comportement devenu réellement compulsif qui finit par retentir sur sa santé psychique et physique, ses relations sociales et familiales et, in fine, sur la qualité même de son travail.
En outre, Holland avance que la personne qui s’engage dans la voie du workaholisme y voit dans un premier temps un possibilité de soulager une souffrance psychique (automédication) qui aboutit à plus long terme à générer de la souffrance pour lui et pour les autres. Il est généralement admis que la question de l’estime de soi est au centre de l'addiction au travail.
Les auteurs considèrent que l'engagement au travail et le workaholisme divergent quant à la quantité des impacts négatifs. Un élément de différentiation central tient au fait que le workaholisme est lié non seulement à un travail excessif, mais au fait de travailler au point de ne plus aimer son travail (par exemple jusqu'à ne plus trouver son travail intéressant), tout en se sentant poussé à travailler de longues heures, et ce, potentiellement sans que ce soit pour se conformer aux exigences de l'organisation du travail,. En d'autres termes, la nature compulsive du workaholisme (« s’efforcer » de continuer à travailler sans « aimer » cela), et le déséquilibre du style de vie qu'il crée, au vu de l'important engagement en temps qu'il implique, en est la principale caractéristique dysfonctionnelle. 
Les personnes les plus susceptibles de se qualifier elles-mêmes de « workaholiques » ou d'être qualifiées comme telles par ceux qui les connaissent sont celles qui s'impliquent de manière compulsive dans le travail sans l'aimer, et qui éprouvent une satisfaction de vie moindre et un déséquilibre travail-famille plus important si on les compare aux « travailleurs engagés positivement » ou aux « travailleurs non engagés ». Le workaholisme se réfère donc à "la tendance à travailler excessivement dur et à être obsédé par le travail, qui se manifeste par un travail compulsif"
La proximité et les distinctions entre ce terme et des  concepts qui peuvent paraître proche comme le burnout, ou plus simplement l’engagement dans le travail, ont été conceptualisé par différents auteurs.

## Stabilisation du concept
Selon une revue de question, le concept ne s'est stabilisé dans la littérature scientifique qu'à partir de 2013. Il s'inscrit alors clairement comme une addiction comportementale. Dans la perspective d'une addiction, le workaholisme peut être décrit comme le fait « d'être excessivement préoccupé par le travail, d'être animé par une motivation professionnelle incontrôlable, et de consacrer tellement d'énergie et d'efforts au travail que cela nuit aux relations privées, aux activités de loisirs et/ou à la santé ». En cohérence avec la littérature sur les addictions sans substance, le workaholisme peut être vécu subjectivement comme une perte de contrôle, lorsque l'accro du travail continue à s'engager dans le travail malgré les conséquences négatives reconnues.
Snir & Harpaz considèrent qu'il ne faut confondre les personnes ayant développé une dépendance au travail avec trois types de personnes présentant en première analyse la même tendance chronique à l'investissement de forte intensité dans le travail. Il s'agit des « dévoués au travail », des « évitants de l'intimité », qui travaillent excessivement pour éviter l'intimité/affection, et des « désintéressés du loisir », qui travaillent beaucoup pour remplir leur temps libre autrement vide. Cette différenciation reste peu explorée, mais incite les professionnels de santé à investiguer les motivations à la base d'un investissement qui leur apparaît comme excessif.

## Stades d'évolution
Les spécialistes considèrent que le trouble évolue et peut dès lors se décliner en trois ou quatre stades, :
Phase initiale : le travail occupe une part de plus en plus importante de la vie (et empiète sur les loisirs et la vie privée). La personne se met à travailler en cachette de ses proches. Même pendant le temps libre restant, les pensées liées au travail prédominent. Les intérêts et obligations de nature privée sont de plus en plus négligés. Le partenaire et les enfants sont délaissés.
Phase critique : la personne tente de justifier l’empiétement exagérée du travail. Tous les espaces privés deviennent subordonnés au travail. Le temps consacré au travail n'est plus complètement maîtrisé et le plaisir qui y est lié disparaît; les premiers symptômes d'épuisement apparaissent.
Phase chronique : Les tâches sont de plus en plus nombreuses et les charges sont recherchées. En raison du perfectionnisme, on voit toujours en soi la personne idéale à traiter. Toute la vie privée n'a plus de sens. Des dépressions sévères, de l'anxiété et des troubles cardiovasculaires peuvent survenir.
Phase de décompensation : des séquelles pathologiques apparaissent. La personne commence à ressentir de gros problème par rapport à ce qu’elle voit comme sa performance. Le workaholique se sent de plus en plus incapable de travailler correctement. Un retentissement délétère global s'installe, touchant les sphères individuelle et sociale, avec des répercussions physiques (céphalées, troubles cardio-vasculaires…) et psychologiques (émoussements des affects, sentiment de dévalorisation, symptômes dépressifs…). Ceci peut conduire à l'épuisement professionnel, avec le tableau clinique du burnout. Le workaholisme est donc considéré comme un facteur de risque de burnout, ce qui explique que le workaholisme est positivement relié avec les trois éléments caractéristiques du burnout, i.e. la dépersonnalisation, au cynisme et à l’épuisement émotionnel.

## Outils de mesure
Selon l'INRS, Il existe actuellement 3 tests d’autoévaluation psychométriques principaux pour l’évaluation du workaholisme : le WART (Work addiction risk test), le WorkBAT (Workaholism battery) et le DUWAS (Dutch work addiction scale).
Une analyse factorielle du WART montre qu'il couvre 5 dimensions : (1) les tendances compulsives (9 items, traitant du travail intensif et des difficultés à se relâcher après le travail) ; (2) besoin de contrôle (7 items, faisant référence à l'agacement lorsqu'il faut attendre quelque chose ou quelqu'un ou lorsque les choses ne vont pas comme on le souhaite) ; (3) déficience dans la communication et égocentrisme (5 items, renvoyant au fait de consacrer plus d'énergie à son travail qu'aux relations avec les autres) ; (4) incapacité à déléguer (1 item) ; et (5) valeur personnelle (2 items, concernant le degré d'intérêt pour les résultats de son travail plutôt que pour le processus de travail lui-même).  La DUWAS considère et valide l’existence de deux facteurs, le travail excessif et le travail compulsif.  Les items demandent une réponse sur une échelle en 5 points allant de 1 (pas du tout d'accord) à 5 (tout à fait d'accord). Les exemples d'items pour les deux dimensions sont les suivants : "J'ai passé plus de temps à travailler qu'à fréquenter des amis, à m'adonner à des passe-temps ou à des activités de loisirs" (travail excessif) et "J'ai senti qu'il y avait quelque chose en moi qui me poussait à travailler dur" (travail compulsif). 

## Conséquences sur la santé et la performance
Les comparaisons internationales ne montrent pas que le fait de travailler de nombreuses heures accroît la productivité, les données attestent plutôt le contraire. Ainsi, la productivité moyenne d'un travailleur allemand, avec 1 388 heures de travail par an, est de 27% supérieure à celle d'un britannique, qui travaille 1 669 heures,. Le surtravail peut entraîner des problèmes de santé comme les troubles du sommeil, la dépression, une consommation excessive d'alcool, du diabète, des troubles de la mémoire et des maladies cardiaques,.
En matière de performance au travail, les études révèlent une dégradation des capacités de communication interpersonnelle, une altération dans les prises de décisions, une perte de capacité à lire les émotions d’autrui, une moins bonne gestion de ses propres réactions émotionnelles, du fait du stress et d’une dérive vers de l'épuisement,. Selon la Harvard Business Review, on sait cela depuis longtemps, car au XIXe siècle, lorsque les syndicats ont exigé des propriétaires d'usines une limitation de la journée de travail à 10 (puis à 8) heures, on a constaté que la production augmentait et que les erreurs et accidents coûteux diminuaient.
Les effets d’une récupération insuffisante
Les travaux en psychologie du travail attestent que consacrer beaucoup de temps et d’efforts au travail augmente le risque de problèmes de santé et de bien-être médiocre, notamment par ce qu’elle génèrent de l’épuisement professionnel . Une interprétation de cette association est que les efforts au travail sont associés à des coûts physiologiques et psychologiques dans le court terme. Normalement, ces coûts sont réversibles, mais si l’individu n’a pas suffisamment de possibilités de récupération (par exemple, en raison de longues heures de travail ou de son incapacité à «sortir cognitivement du travail»), le travailleur (qui ne s’est pas encore complètement remis de la journée de travail précédente) va être amener à produire de plus en plus d’efforts (compensatoires) pour atteindre le niveau de performance qu’il estime nécessaire ou que le système lui impose lors de la prochaine période/journée de travail. Cela entraîne chez lui une intensification de ses réactions négatives liées à sa charge de travail, augmentant encore davantage la nécessite de processus de récupération. Une exposition continue ou fréquente à une charge de travail élevée, combinée à une récupération insuffisante, peut donc entraîner une accumulation d’effets négatifs persistants (par exemple, épuisement, plaintes psychosomatiques ou perte des capacités d’engagement au travail), devenant éventuellement irréversibles et manifestes.

## Modalités d'intervention et de prise en charge
Les prises en charge individuelles se basent souvent sur les thérapies comportementales et cognitives,. Il faut, dans un premier temps, que le travailleur prenne conscience de son trouble du comportement et sorte du déni. Cela peut être difficile pour lui s'il s’est installé dans cette situation par exemple pour fuir des tensions intra-familiales et qu’il faut qu’il abandonne les bénéfices secondaires liés au déni de ces difficultés.
Les interventions passant par les lieux de travail peuvent chercher par exemple, à s'assurer que le lieu de travail est une source de satisfaction des besoins psychologiques fondamentaux (typiquement l'autonomie, la compétence, les relations). Plus concrètement, l'employeur et les managers peuvent viser à : (1) établir un bon équilibre entre l'effort et la récompense, (2) donner des tâches stimulantes et des défis réalistes, (3) procurer un feed-back régulier et constructif, et (4) définir les emplois des salariés en mettant l’accent sur les perspectives d'avenir et la sécurité.
L'employeur a aussi son rôle à jouer. Il peut mettre l'accent sur le développement du leadership, en formant les encadrants pour reconnaître les besoins des employés (de reconnaissance, de réassurance…) et en mettant l’accent sur les succès d’équipe et non sur la performance strictement individuelle. Il importe de conscientiser les managers sur l'image qu'ils projettent en tant que modèles, d'autant que des études montrent que le workaholisme est plus répandu chez ceux-ci,. De manière générale, les employeurs devraient examiner attentivement leur système de reconnaissance au travail.
Certaines organisations mettent en place des programmes de conciliation vie de travail-vie privée dans le cadre desquels elles proposent des formations, par exemple sur la gestion du temps et la fixation de limites. Elles envoient ainsi un message sur ces équilibres de vie. Une étude souligne que les horaires de travail flexibles réduisent les conflits travail-famille des personnes hautement engagées dans le travail (celles qui gardent du plaisir au travail, aujourd’hui qualifiés de positivement engagées et non de workaholiques), alors qu’ils ont un effet négatif pour d’autres (les workaholiques authentiques, i.e. qui en viennent à ne plus éprouver de plaisir au travail).

## Déclinaisons selon les cultures nationales
Le temps consacré au travail dans une année varie grandement de pays à pays, selon les cultures nationales. Selon les chiffres de l'OCDE les pays où on travaille en moyenne le plus d'heures sont le Mexique, la Corée, la Russie et la Grèce. Parmi les pays où on travaille le moins d'heures par an, on note le Danemark, la Norvège, l'Allemagne et les Pays-Bas,. Cela n’est pas toujours corrélé avec une meilleure productivité, et cela ne doit pas être confondu avec du workaholisme.

### En France
Depuis l'avènement de l'État-providence après 1945, des congés payés, de la mise en place des 35 heures et de la réduction du temps de travail, les Français sont parfois considérés comme n'ayant pas la même conception du rapport au travail que le reste du monde occidental. Ce qui n'empêchent pas les Français d'être, selon des chiffres de 2007, parmi les travailleurs les plus productifs au monde.

## Personnalités «workaholic»
(liste non exhaustive)
- Michel Berger[41]
- Keizō Obuchi[42]